# Ніколай Пешалов
Ніколай Пешалов (30 травня 1970) — болгарський важкоатлет.
Олімпійський чемпіон 2000 року в категорії до 62 кг, срібний призер 1992 року в категорії до 60 кг, бронзовий призер 1996 (до 59 кг), 2004 (до 69 кг) років.
Чемпіон світу 1990 (до 60 кг), 1993 (до 59 кг), 1994 (до 59 кг) років, срібний призер 1989 (до 60 кг), 1998 (до 62 кг) років, бронзовий призер 1995 року в категорії до 59 кг.
Чемпіон Європи 1991 (до 60 кг), 1992 (до 60 кг), 1993 (до 59 кг), 1994 (до 59 кг), 1995 (до 59 кг), 1997 (до 59 кг), 2000 (до 62 кг), 2001 (до 62 кг) років, срібний призер 1989 (до 60 кг), 1990 (до 60 кг), 2004 (до 69 кг) років, бронзовий призер 1999 року в категорії до 62 кг.